# جيمس غرينواي
جيمس غرينواي (بالإنجليزية: James Greenway)‏ هو عالم طيور أمريكي، ولد في 7 أبريل 1903 في نيويورك في الولايات المتحدة، وتوفي في 10 يونيو 1989 في غرينيتش في الولايات المتحدة.